# Notatki z podziemia
Notatki z podziemia (ros. tytuł oryg. Записки из подполья) – powieść Fiodora Dostojewskiego z 1864.

## Historia powstania
Notatki z podziemia są uważane za pierwszy utwór Dostojewskiego o tematyce egzystencjalnej. Narracja jest prowadzona w pierwszej osobie przez byłego urzędnika, mieszkającego w Petersburgu.

## Treść
Notatki zaczynają się od przedstawienia intelektualnych odkryć głównego bohatera. W pierwszej ćwierci powieści został podany tylko jeden fakt biograficzny – że autor otrzymał spadek, zwolnił się z posady i zupełnie przestał opuszczać swoje mieszkanie, odchodząc do „podziemia”. Jednak w dalszych swoich zapiskach bohater opowiada o swoim życiu – o dzieciństwie bez przyjaciół, o swoim „starciu” (odbieranym tak tylko przez niego) z oficerem, i o dwóch epizodach z życia, które stały się, przy założeniu o prawdziwości notatek, najbardziej znaczącymi i wyraźnymi wydarzeniami w życiu bohatera. Pierwsze z nich – to obiad z dawnymi szkolnymi „kolegami”, na którym wszystkich obraził, wściekł się, i nawet postanowił wyzwać jednego z nich na pojedynek. Drugie – to moralne znęcanie się nad prostytutką z domu publicznego, której najpierw ze złości starał się pokazać całą ohydę jej położenia, a potem, bezwiednie dawszy jej swój adres, sam cierpiał z jej powodu męki nie do zniesienia, mające źródło w jego rozdrażnieniu, że ten obraz, którym chciał się przed nią przedstawiać, bardzo rozmijał się z jego rzeczywistym położeniem. Wszystkimi siłami starając się ją obrazić po raz drugi, tym działaniem zakańcza swoją opowieść o wyjściach z „podziemia”, a redaktor tych zapisek dodaje, że kontynuacja tych notatek – ponownie intelektualny produkt bohatera – w rzeczywistości jest pusty i nieznaczący i nie może przedstawiać żadnej atrakcji dla czytelnika.

## Miejsce w twórczości Dostojewskiego
Niektórzy krytycy nazywają Notatki z podziemia „uwerturą Dostojewskiego do jego znakomitych pięciu powieści”: Zbrodni i kary, Idioty, Biesów, Młodzika i Braci Karamazow.

## Alegorie
„Podziemie” to obraz alegoryczny. Bohater nie ma żadnego związku z działalnością rewolucyjną, ponieważ uważa chęć działania za „głupią”, a rozum za bezwolny. Po pewnych wahaniach, Człowiek z „Podziemia” opowiada się raczej po stronie intelektualnej, refleksyjnej bezwolności, chociaż zazdrości ludziom niezastanawiającym się, a prosto i szybko działającym. „Podziemie” to inna nazwa wyalienowania. Kluczowe zdanie brzmi: „Ja jestem jeden, a oni wszyscy”. Myśl o osobistej wyższości nad pozostałymi, jakby nic nieznaczące było jego życie, jakby on nie postępował, jest kwintesencją tej spowiedzi rosyjskiego inteligenta. Bohater, raczej antybohater – jak sam siebie określa pod koniec utworu, jest nieszczęśliwy i godny współczucia, ale pozostając człowiekiem, odczuwa przyjemność, dręcząc siebie i innych. Tę skłonność człowieka, w ślad za Dostojewskim, Kierkegaardem i Nietzschem bada współczesna psychologia.
„Pałac kryształowy” jest symbolem harmonijnie zbudowanego społeczeństwa, ogólnoludzkiego szczęścia, opartego na prawach rozumu. Jednakże bohater jest przekonany, że znajdą się ludzie, którzy z zupełnie irracjonalnych powodów odrzucą ogólną harmonię, opartą na rozsądku dla bezcelowego okazania swojej woli. „Ech, panowie, jaka tu będzie wolna wola, jeśli w grę wchodzi arytmetyka, jeśli w grę wchodzi tylko dwa razy dwa równe cztery? Dwa razy dwa i bez mojej woli będzie wynosiło cztery. Czy tak wygląda wolna wola!”.

## Znaczenie dla światowej kultury
- Wielu egzystencjalistów, w szczególności Jean-Paul Sartre, uważali tę powieść za wstęp do swojej filozofii.
- Friedrich Nietzsche mówił o tym, że „prawda krzyczy” w tym dziele.
- Powieść stanowiła inspirację dla Paula Schradera podczas pisania scenariusza do filmu Taksówkarz (1976) Martina Scorsese.
- Oleg Lipcyn wystawił teatralną wersję Zapisków z podziemia jesienią 2006 w San Francisco.